# Пигасовская
Пигасовская — упразднённая в 2021 году деревня в Тарногском районе Вологодской области.

## География
Находилась на рек Уфтюга.
географическое положение
Расстояние по автодороге до районного центра Тарногского Городка — 20 км, до центра муниципального образования Красного — 3 км.

## История
До марта 2021 года входила в состав Заборского сельского поселения, с точки зрения административно-территориального деления — в Заборский сельсовет.
Упразднена Постановлением Правительства Вологодской области от 26.04.2021 № 470 «Об изменениях в административно-территориальном устройстве Тарногского района Вологодской области».

## Население
По данным переписи в 2002 году постоянного населения не было.